# Hrabstwo Calhoun (Illinois)

Piramida wieku hrabstwa

Hrabstwo Calhoun – hrabstwo w USA, w stanie Illinois, według spisu z 2000 roku liczba ludności wynosiła 5 084. Siedzibą administracji hrabstwa jest Hardin. Powstało w 1825 roku i pierwotnie nosiło nazwę Hrabstwa John C, od imienia wiceprezydenta Stanów Zjednoczonych Johna C. Calhouna.

## Geografia
Według spisu hrabstwo zajmuje powierzchnię 735 km², z czego 657 km² stanowią lądy, a 77 km² (10,53%) wody.
Hrabstwo Calhoun leży pomiędzy rzekami Mississippi a Illinois.

### Sąsiednie hrabstwa
- Hrabstwo Greene – północny wschód
- Hrabstwo Jersey – wschód
- Hrabstwo St. Charles (Missouri) – południe
- Hrabstwo Lincoln (Missouri) – zachód
- Hrabstwo Pike – północny zachód
- Hrabstwo Pike (Missouri) – północny zachód

## Demografia
Według spisu z 2000 roku hrabstwo zamieszkuje 5084 osób, które tworzą 2046 gospodarstw domowych oraz 1438 rodzin. Gęstość zaludnienia wynosi 8 osób/km². Na terenie hrabstwa jest 2681 budynków mieszkalnych o częstości występowania wynoszącej 4 budynki/km². Hrabstwo zamieszkuje 98,80% ludności białej, 0,04% ludności czarnej, 0,31% rdzennych mieszkańców Ameryki, 0,18% Azjatów, 0,01% mieszkańców wysp Pacyfiku, 0,16% ludności innej rasy oraz 0,51% ludności wywodzącej się z dwóch lub więcej ras, 0,63% ludności to Hiszpanie, Latynosi lub inni.
W hrabstwie znajduje się 2046 gospodarstw domowych, w których 29,00% mieszkańców stanowią dzieci poniżej 18 roku życia mieszkające z rodzicami, 60,80% małżeństwa mieszkające wspólnie, 5,70% stanowią samotne matki oraz 29,70% to osoby nie posiadające rodziny. 26,50% wszystkich gospodarstw domowych składa się z jednej osoby oraz 14,40% żyje samotnie i ma powyżej 65 roku życia. Średnia wielkość gospodarstwa domowego wynosi 2,46 osoby, a rodziny – 2,98 osoby.
Przedział wiekowy populacji hrabstwa kształtuje się następująco: 22,90% osób poniżej 18 roku życia, 7,60% pomiędzy 18 a 24 rokiem życia, 25,90% pomiędzy 25 a 44 rokiem życia, 24,40% pomiędzy 45 a 64 rokiem życia oraz 19,20% osób powyżej 65 roku życia. Średni wiek populacji wynosi 40 lat. Na każde 100 kobiet przypada 100,80 mężczyzn. Na każde 100 kobiet powyżej 18 roku życia przypada 100,40 mężczyzn.
Średni dochód dla gospodarstwa domowego wynosi 34 375 dolarów, a średni dochód dla rodziny wynosi 43 107 dolarów. Mężczyźni osiągają średni dochód w wysokości 32 281 dolarów, a kobiety 20 943 dolarów. Średni dochód na osobę w hrabstwie wynosi 16 785 dolarów. Około 7,30% rodzin oraz 9,00% ludności żyje poniżej minimum socjalnego, z tego 9,10% poniżej 18 roku życia oraz 9,80% powyżej 65 roku życia.

## Wioski
- Batchtown
- Brussels
- Hamburg
- Hardin
- Kampsville